# Тапетум

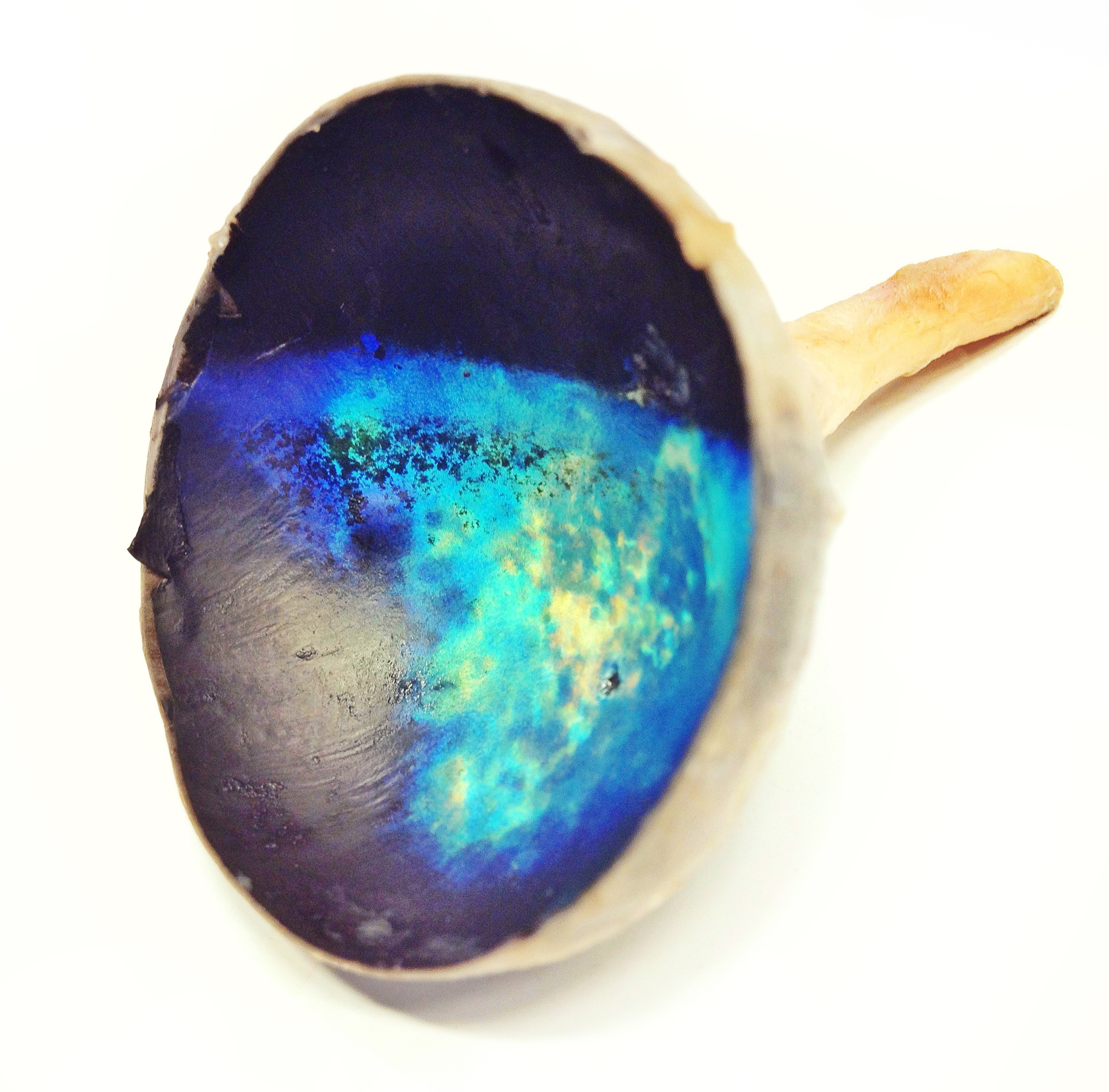
Темно-синій, зеленуватий і золотистий тапетум ока корови

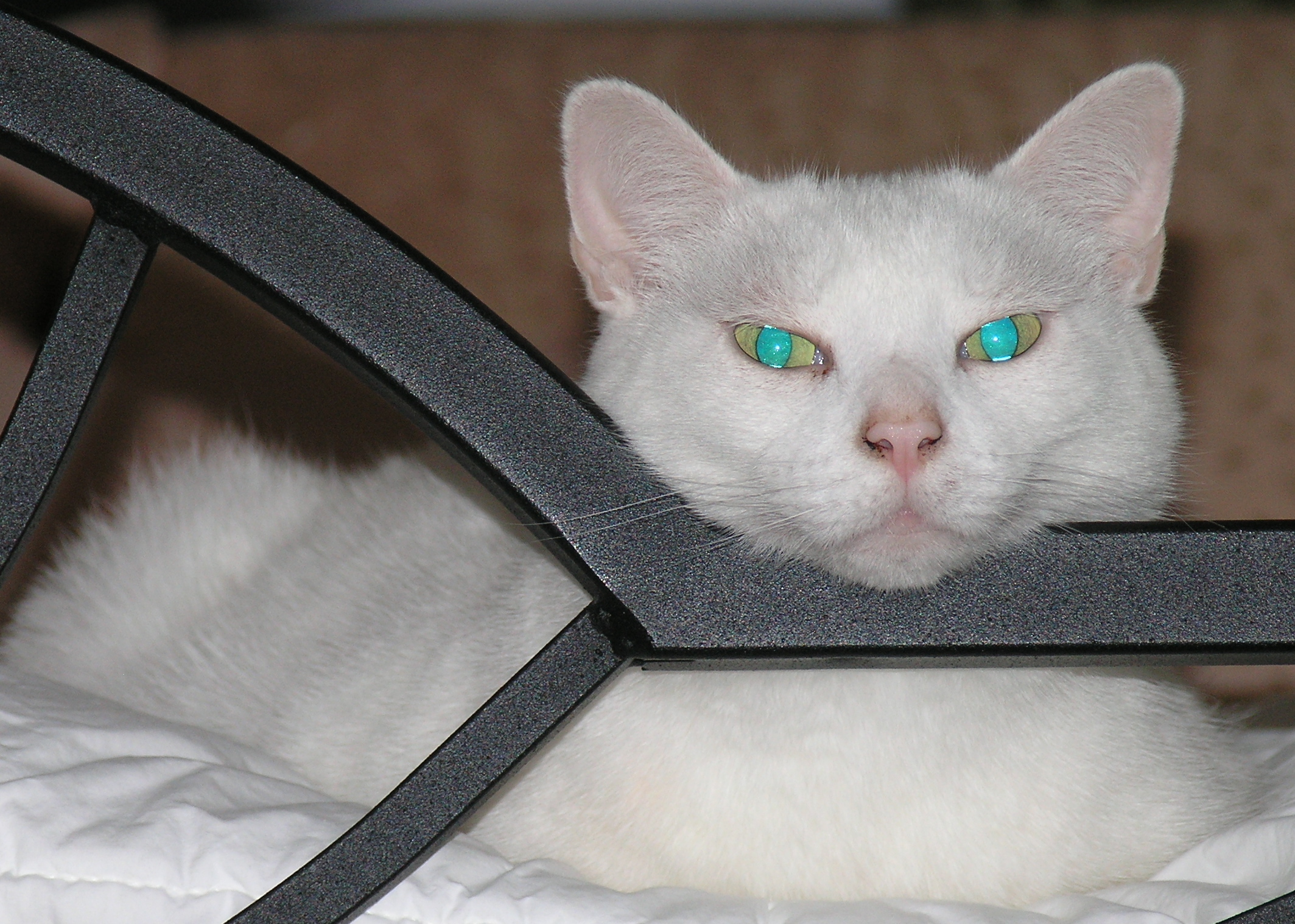
Відбиття спалаху камери від тапетуму в очах кішки

Тапе́тум (лат. tapetum lucidum — «яскраве покриття; тканина») — шар тканини в оці багатьох хребетних,
розташований одразу за сітківкою і здатний відбивати світло. Таки чином, він примушує його ще раз проходити через сітківку, що збільшує кількість світла, яке потрапляє на фоторецептори, але дещо розмиває зображення. Тапетум сприяє розвитку у тварин нічного бачення. Багато з цих тварин ведуть нічний спосіб життя (зокрема є нічними хижаками) або живуть у воді на великих глибинах.

## Блиск очей
Блиск очей — це результат відбиття світла від тапетуму. Коли в око тварини, що має тапетум, потрапляє світло, з'являється ефект сяйва зіниць. Такий блиск помітний у багатьох тварин, особливо при фотоспалаху. Добре видимий людям блиск очей спостерігається навіть за такої низької освітленості, коли саму тварину видно погано. Для його спостереження достатньо світла ручного ліхтарика, і цей метод — висвічування — використовується натуралістами і мисливцями для пошуку тварин уночі. Блиск очей може бути найрізноманітніших кольорів, включаючи білий, синій, зелений, жовтий, рожевий і червоний. Оскільки блиск очей має природу, подібну до природи іризації, колір змінюється залежно від кута зору і речовин, кристали яких входять до складу тапетуму й відбивають світло.